# Museo all'aperto della Valacchia
Il Museo all'aperto della Valacchia (Valašské muzeum v přírodě) è un museo a cielo aperto situato nella cittadina di Rožnov pod Radhoštěm, nella Valacchia morava, in Repubblica Ceca. Il museo è dedicato alla conservazione ed alla ammirazione della cultura e delle tradizioni materiali della Valacchia . È il secondo più antico e il più grande museo all'aperto della Repubblica Ceca.
Il museo è composto da tre parti indipendenti: la piccola città in legno, il villaggio valacchiano e la valle del mulino ad acqua. È considerato uno dei principali monumenti nazionali della Repubblica ceca.